# Аштекар, Абэй
Абэй Васант Аштекар (англ. Abhay Vasant Ashtekar; род. 5 июля 1949) — американский физик-теоретик, член Национальной академии наук США (2016).
Родился и получил начальное образование в Индии. Под руководством Роберта Героха (Robert Geroch) в 1974 году получил степень доктора философии по физике в Чикагском университете. Является директором Института гравитационной физики и геометрии в университете Пенсильвании. Создатель переменных Аштекара, а также один из создателей петлевой квантовой теории гравитации. Популяризатор науки.